# Professore incaricato
Il professore incaricato, nelle università in Italia, era una figura docente cui veniva affidato un insegnamento presso un corso di studi universitario.

## Storia
Due provvedimenti di legge, assunti in due diversi momenti storici (verso la fine degli anni 1960 la prima volta e anni 1970 la seconda volta), garantirono la continuità dell'insegnamento a chi avesse insegnato una data materia per un triennio consecutivo. L'incaricato fu chiamato allora stabilizzato.
Assieme agli assistenti ordinari, gli incaricati stabilizzati poterono partecipare a giudizio di idoneità (definito anche, ufficiosamente, come "conferma") per essere inquadrati nella fascia dei Professori Associati, giudizio da effettuarsi da parte di una commissione nazionale di 3 professori ordinari, in base al dettato del Decreto Presidente Repubblica 11 luglio 1980, n. 382.

## L'affidamento dell'incarico
L'incarico era affidato dal consiglio di una facoltà universitaria di un ateneo, previa domanda formulata in base ad apposito bando pubblico di concorso, la responsabilità piena di un corso specifico d'insegnamento, per la durata di un solo anno accademico. 
In base a tale delibera il docente era obbligato a occuparsi anche del corretto funzionamento degli esami di verifica finale dell'insegnamento a lui affidato, nonché della guida alla redazione delle tesi di laurea che a quell'insegnamento avessero fatto riferimento, contribuendo infine a garantire il normale funzionamento della vita della Facoltà in cui l'insegnamento era incardinato, con la regolare partecipazione alle sedute dei Consigli di Facoltà e d'Istituto.
Nel caso in cui a tale docente fosse stato affidato anche un secondo insegnamento per supplenza, si distingueva allora fra il primo insegnamento di cui si era diventati pro tempore titolari, che era definito incarico esterno, laddove il secondo eventuale insegnamento tenuto per supplenza veniva identificato come incarico interno.